# Томешть (Тіміш)
Томешть, Томешті (рум. Tomești) — село у повіті Тіміш в Румунії. Входить до складу комуни Томешть.
Село розташоване на відстані 333 км на північний захід від Бухареста, 83 км на схід від Тімішоари, 148 км на південний захід від Клуж-Напоки.

## Населення
За даними перепису населення 2002 року у селі проживали 348 осіб.
Національний склад населення села:
| Національність | Кількість осіб | Відсоток |
| -------------- | -------------- | -------- |
| румуни         | 340            | 97,7%    |
| німці          | 5              | 1,4%     |

Рідною мовою назвали:
| Мова      | Кількість осіб | Відсоток |
| --------- | -------------- | -------- |
| румунська | 340            | 97,7%    |
| німецька  | 5              | 1,4%     |